# Хвостяне
Хвостяне (болг. Хвостяне) — село в Благоевградской области Болгарии. Входит в состав общины Гырмен. Находится примерно в 6 км к юго-востоку от центра села Гырмен и примерно в 82 км к юго-востоку от центра города Благоевград. По данным переписи населения 2011 года, в селе  проживало 710 человек.

## Население
| Год     | 1934 | 1946 | 1956 | 1965 | 1975 | 1985 | 1992 | 2001 | 2011 |
| ------- | ---- | ---- | ---- | ---- | ---- | ---- | ---- | ---- | ---- |
| Жителей | 546  | 612  | 617  | 638  | 734  | 828  | 785  | 688  | 710  |

| Национальность  | Человек | Процент |
| --------------- | ------- | ------- |
| болгары         | 0       | 0%      |
| турки           | 428     | 70,51%  |
| цыгане          | 150     | 24,71%  |
| другие          | 0       | 0%      |
| не определились | 9       | 1,48%   |
| Всего ответов   | 607     |         |

|  |